# Gonomyia jacobsoniana
Gonomyia jacobsoniana är en tvåvingeart som beskrevs av Alexander 1934. Gonomyia jacobsoniana ingår i släktet Gonomyia och familjen småharkrankar. Inga underarter finns listade i Catalogue of Life.